# Сумерь
Сумерь — река в Пушкинском и Сергиево-Посадском городских округах Московской области России. Длина реки составляет 15 км, площадь водосборного бассейна — 35,1 км², по другим данным 40 км².

## Течение
Исток — у деревни Луговая, устье находится в 26 км по левому берегу реки Талицы, у села Софрино. На реке расположены населённые пункты Луговая, Василёво, Рахманово.

## Данные водного реестра
По данным Государственного водного реестра России, относится к Окскому бассейновому округу. Речной бассейн — Ока, речной подбассейн — бассейны притоков Оки от Мокши до впадения в Волгу, водохозяйственный участок — Клязьма от Пироговского гидроузла до города Ногинска, без реки Учи (от истока до Акуловского гидроузла).